# Pterandra pyroidea
Pterandra pyroidea är en tvåhjärtbladig växtart som beskrevs av Adrien Henri Laurent de Jussieu. Pterandra pyroidea ingår i släktet Pterandra och familjen Malpighiaceae. Inga underarter finns listade i Catalogue of Life.

## Bildgalleri

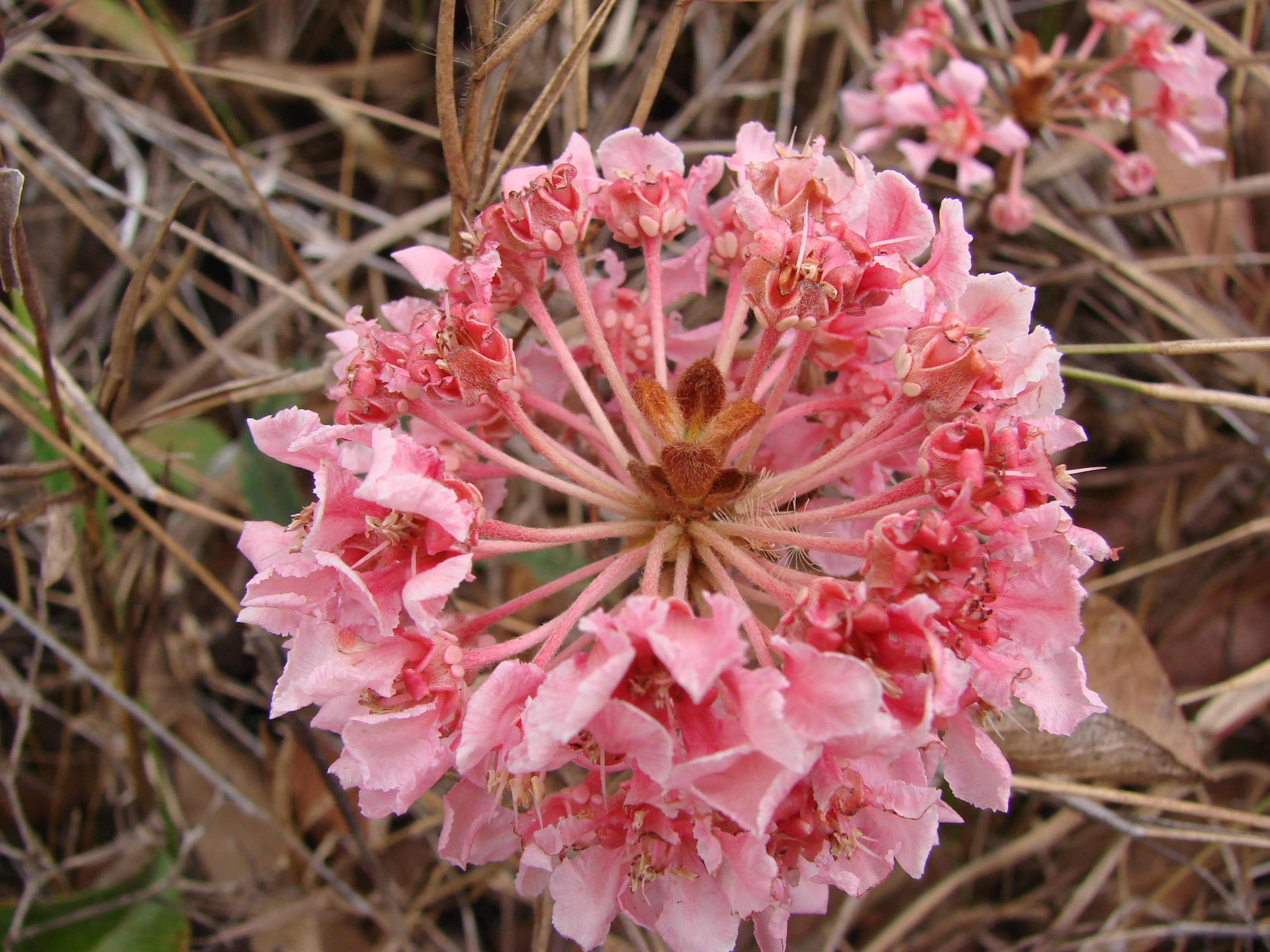